# Lloyd Bridges
Lloyd Vernet Bridges, Jr. (San Leandro, Kalifornija, 13. siječnja 1913. - Los Angeles, Kalifornija, 10. ožujka 1998.), američki glumac, koji se proslavio ulogama u televizijskim serijama, a ostvario je preko 150 filmskih uloga.
Rodio se u kalifornijskom gradu San Leandru, od majke Harriet, i oca Lloyda Starijeg.
Maturirao je 1931. godine, a kasnije nastavlja obrazovanje odlaskom na studij politologije.
Tamo upoznaje svoju suprugu Dorothy Simpson s kojom se ženi 1938. godine. Ostali su zajedno idućih 60 godina.
Imao je sinove Jeffa i Beaua, koji su oboje priznati glumci. Bio je i djed Jordana Bridgesa.
Jedno vrijeme bio je član Obalne straže SAD-a.
Nakon što je Drugi svjetski rat završio, vratio se glumi, ali je 1950-ih bio na crnoj listi nakon što je priznao da je bio član organizacije povezane s Komunističkom partijom SAD-a.
Kasnije u karijeri snimao je komedije i parodije.
Prije smrti gostovao je u dvije epizode Seinfelda.
Umro je prirodnom smrću u 85. godini.
Bio je pristaša ekologije i brige za svijet.

## Vanjske poveznice
- Lloyd Bridges u internetskoj bazi filmova IMDb-u (engl.)